# 博爾峰
博爾峰（英語：Ball Peak）是南極洲的山峰，座標，位於維多利亞地，處於麥列倫南山西南面1.3公里，海拔高度1,700米（5,600英尺），在1998年由新西蘭地理委員會命名，現時由南極條約體系管理。